# Gorouol (Niger)
Gorouol (auch: Goroual) ist eine Landgemeinde im Departement Téra in Niger.

## Geographie
Gorouol ist die am weitesten westlich gelegene Gemeinde Nigers. Sie grenzt im Westen an den Nachbarstaat Burkina Faso und im Norden an den Nachbarstaat Mali. Die Nachbargemeinden in Niger sind Ayérou im Osten und Bankilaré im Süden. Gorouol liegt am Fluss Niger und am Fluss Gorouol, nach dem die Gemeinde benannt ist. Gorouol ist ein Fulfulde-Wort, das „Wasserlauf“ bedeutet. Die Mare de Téguey ist ein 85 Hektar großer See in Gemeindegebiet. Das südliche Drittel der Gemeinde wird zum Sahel gerechnet, während die nördlichen zwei Drittel Teil der Übergangszone zwischen Sahel und Sahara sind.
Bei den Siedlungen im Gemeindegebiet handelt es sich um 39 Dörfer, 54 Weiler und fünf Nomadenlager. Der Hauptort der Landgemeinde ist das Dorf Kolmane.

## Geschichte

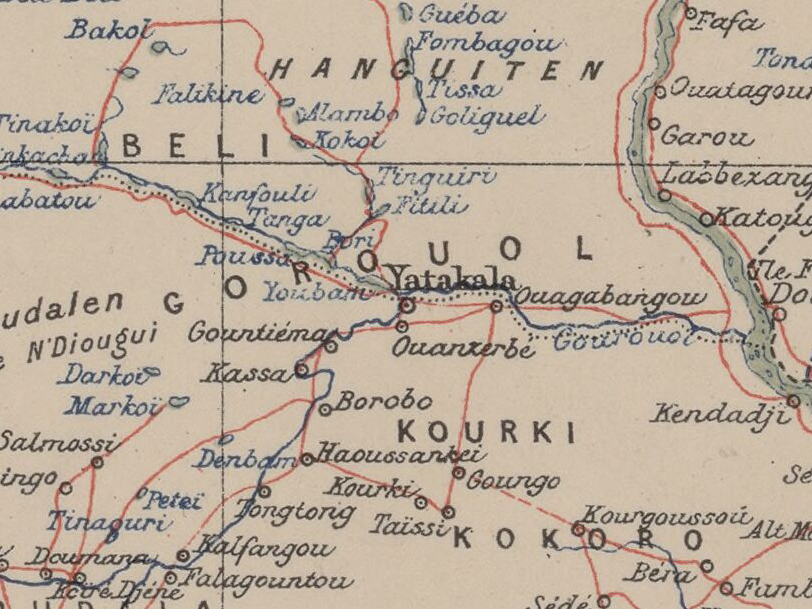
Ausschnitt einer Karte von 1903 mit Gorouol im Zentrum

Die Perlen von Yasaan sind Terrakotta-Schmuckstücke in Form kleiner Perlen, die aus der Zeit von 640 bis 1170 stammen und in großer Zahl beim Dorf Yatakala im Gemeindegebiet von Gorouol gefunden wurden.
Die Herrscher von Gorouol waren Nachfolger der Dynastie Askiya des 1591 untergegangenen Songhaireichs. Der erste namentlich bekannte Herrscher von Gorouol hieß der Überlieferung nach Fonékori. Seine Nachfolger waren Alzouleyni, Manga, Arkoussou und Foni, unter dessen Herrschaft Gorouol Kriege gegen Fulbe und Tuareg führte. Foni wurde auf Veranlassung eines seiner Söhne ermordet. Aus den Konflikten um die Nachfolge Fonis ging dessen ältester Sohn Alazi als Sieger hervor. Nachdem der Eroberung des Dorfs Kolmane durch die Tenguéréguédech, einer Untergruppe der Tuareg, schloss Alazi mit dem Tenguéréguédech-Anführer Elou Frieden. Die Regierungszeit von Alazis Sohn und Nachfolger Moussa Ende des 19. Jahrhunderts fiel mit der Ankunft der Franzosen zusammen. Gorouol gelangte 1899 als Teil des neu geschaffenen Kreises Sinder (cercle de Sinder) unter französische Militärverwaltung. Im Jahr 1905 wurde der Ort dem neuen Militärterritorium Niger angeschlossen.
Die Landgemeinde Gorouol ging 2002 bei einer landesweiten Verwaltungsreform aus dem Kanton Gorouol/Yatakala hervor. Im Zuge dessen wurde Bankilaré als eigene Landgemeinde aus Gorouol herausgelöst. Yatakala ist seitdem ein Dorf im Gemeindegebiet von Gorouol. Bei der Hungerkrise in Niger 2005 gehörte Gorouol zu den am stärksten betroffenen Orten. Hier hatte die Bevölkerung weniger als eine Mahlzeit am Tag zur Verfügung. Bei der Flutkatastrophe in West- und Zentralafrika 2010 wurden 6097 Einwohner von Gorouol als Katastrophenopfer eingestuft, so viele wie in sonst keiner Gemeinde im Departement Téra.
Infolge des Konflikts in Nordmali ab 2012 kam es auch im Westen Nigers zu einer Verschlechterung der Sicherheitslage. Im zu Gorouol gehörenden Dorf Alkondji wurde 2019 ein Mann mutmaßlich von der Terrorgruppe Islamischer Staat in der Größeren Sahara getötet. Die Regierung Nigers löste Anfang 2019 den Gemeinderat von Gorouol auf, nachdem dieser irreguläre Schritte unternommen hatte, den Gemeindehauptort von Kolmane in das Dorf Téguey zu verlegen. Bei einem Terrorangriff auf das Dorf Manda wurden 2025 über 70 Zivilisten getötet.

## Bevölkerung
Bei der Volkszählung 2012 hatte die Landgemeinde 66.276 Einwohner, die in 8105 Haushalten lebten. Bei der Volkszählung 2001 betrug die Einwohnerzahl 48.570 in 5967 Haushalten.
Im Hauptort lebten bei der Volkszählung 2012 1130 Einwohner in 138 Haushalten, bei der Volkszählung 2001 887 in 109 Haushalten und bei der Volkszählung 1988 3211 in 481 Haushalten.
In ethnischer Hinsicht ist die Gemeinde ein Siedlungsgebiet von Songhai, Fulbe und Tuareg. Das Dorf Wanzerbé im Gemeindegebiet von Gorouol zählt neben der Stadt Tillabéri und der Gemeinde Méhana zu den Hauptsiedlungen der Songhai in Niger.

## Politik
Der Gemeinderat (conseil municipal) hat 18 gewählte Mitglieder. Mit den Kommunalwahlen 2020 sind die Sitze im Gemeinderat wie folgt verteilt: 6 PNDS-Tarayya, 5 MNSD-Nassara, 5 RPP-Farilla, 1 AMEN-AMIN und 1 PJP-Génération Doubara.
Jeweils ein traditioneller Ortsvorsteher (chef traditionnel) steht an der Spitze von 35 Dörfern in der Gemeinde.

## Kultur und Sehenswürdigkeiten
In Gorouol gibt es zwei römisch-katholische Kirchen: die Johannes-der-Täufer-Kirche im Dorf Dolbel und die Christi-Himmelfahrt-Kirche im Dorf Fantio. Die Pfarre Dolbel-Fantio, die zum Erzbistum Niamey gehört, wurde 1957 gegründet.
Der Filmemacher Jean Rouch porträtierte in mehreren Kurzdokumentationen das Leben und Gebräuche in Gorouol. Seine Filme Les Magiciens de Wanzerbé (1949) und Wanzerbé (1968) entstanden im Dorf dieses Namens. In Koli koli (1966) zeigte er junge Jäger in der Gegend um das Dorf Yatakala bei ihrer Arbeit.

## Wirtschaft und Infrastruktur
Gorouol liegt in einer Zone, in der Agropastoralismus vorherrscht. Gesundheitszentren des Typs Centre de Santé Intégré (CSI) sind in den Siedlungen Dolbel, Téguey, Wanzerbé, Wézé Bangou und Yatakala vorhanden. Der CEG Dolbel und der CEG Yatakala sind allgemein bildende Schulen der Sekundarstufe des Typs Collège d’Enseignement Général (CEG). Beim Centre de Formation aux Métiers de Yatakala (CFM Yatakala) handelt es sich um ein Berufsausbildungszentrum. Die Nationalstraße 5 verbindet die Gemeinde mit der Departementshauptstadt Téra.

## Persönlichkeiten
- Mohamadou Djibrilla Maïga (1908–1975), Politiker